# NGC 4892
NGC 4892 је лентикуларна галаксија у сазвежђу Береникина коса која се налази на NGC листи објеката дубоког неба.
Деклинација објекта је + 26° 53' 53" а ректасцензија 13h 0m 3,6s. Привидна величина (магнитуда) објекта NGC 4892 износи 13,8 а фотографска магнитуда 14,8. NGC 4892 је још познат и под ознакама UGC 8108, MCG 5-31-78, CGCG 160-81, PGC 44697.